# Silvia Chivás
Silvia Chivás, född den 10 september 1954 i Guantánamo, Kuba, är en kubansk friidrottare inom kortdistanslöpning.
Hon tog OS-brons på 100 meter och ingick i det tredjeplacerade kubanska laget i 4 x 100 m vid friidrottstävlingarna 1972 i München. 